# NGC 4087
NGC 4087 é uma galáxia elíptica (E-S0) localizada na direcção da constelação de Hydra. Possui uma declinação de -26° 31' 20" e uma ascensão recta de 12 horas, 05 minutos e 35,3 segundos.
A galáxia NGC 4087 foi descoberta em 24 de Fevereiro de 1789 por William Herschel.